# Diomus austrinus
Diomus austrinus är en skalbaggsart som beskrevs av Gordon 1976. Diomus austrinus ingår i släktet Diomus och familjen nyckelpigor. Inga underarter finns listade i Catalogue of Life.